# Милорад Величковић (лекар)
Милорад Величковић (Лозано, 7. децембра 1950) српски је лекар и неуропсихијатар.

## Биографија
Др Величковић је рођен 7. децембра 1950. године у Лозану. Основну школу је завршио у Орану, Гимназију у Лесковцу, а Медицински факултет у Београду 1975. године. Почео је са радом исте године у Дому здравља у Бојнику до 1976. године, а затим прелази у Лесковац. Специјализацију из неуропсихијатрије завршио је 1981. године у Београду. Најпре је шеф одсека 1982. а затим и шеф одељења за болести зависности, неурозе и гранична стања 1984. године. Одељење се тада први пут отвара у Служби за неуропсихијатрију. Начелник службе постаје 1989. до 1995, а заменик директора Здравственог центра од 1994—1997. године. У 1995. години постаје помоћник Савезног министра за рад, здравство и социјалну политику. Субспецијализацију завршава 1993. године, и постаје специјалиста за психотерапију одраслих. Докторску дисертацију је одбранио на Медицинском факултету у Крагујевцу 1996. године са темом: „Заштита менталног здравља младих у лесковачком крају са посебним освртом на болести зависности”.

### Научни допринос
У СЛД је активни члан Подружнице и Психијатријске секције. Учесник многобројних конгреса, симпозијума и стручних састанака. Објавио је преко 40 радова. Као лекар у Служби за неуропсихијатрију увео је као методу лечења индивидуалну и групну психотерапију и ЕМГ као дијагностичку методу. Као руководилац Здравственог центра отворио је августа 1996. године Службу ургентне медицине. Ургентни центар са упрвником болнице др. Зораном Динићем. Био је и професор у Медицинској школи у Лесковцу.